# Мерецьке воєводство
54°09′50″ пн. ш. 24°11′10″ сх. д. / 54.163888888889° пн. ш. 24.186111111111° сх. д.

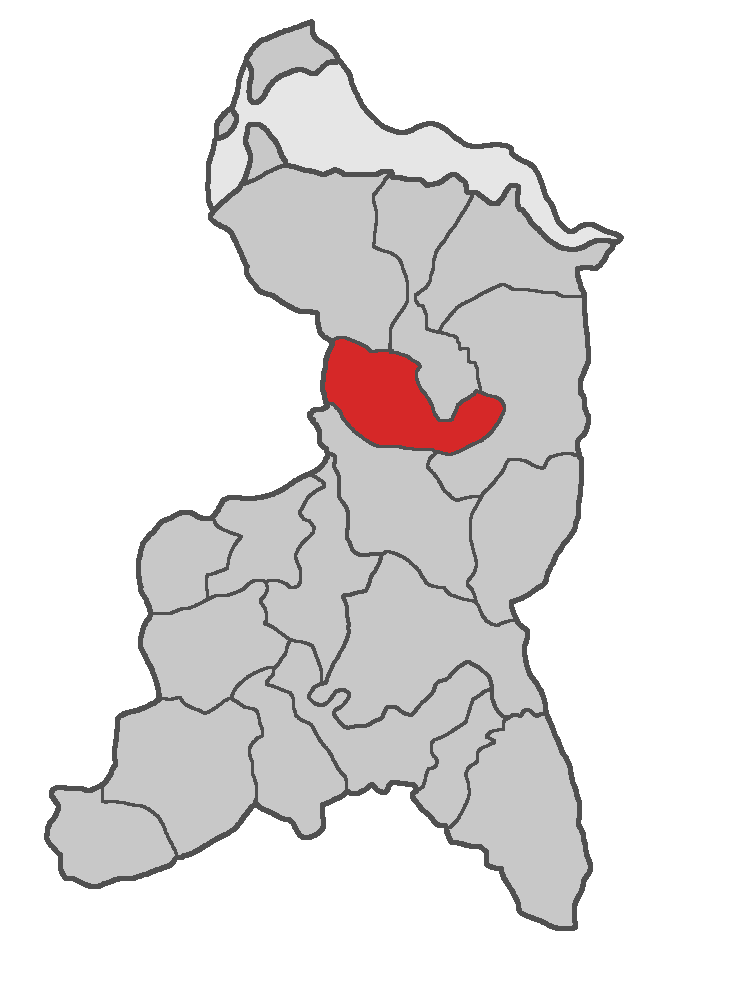
Мерецьке воєводство у складі Речі Посполитої (1793—1795)

Мерецьке воєводство (біл. Мерацкае ваяводства) — історична адміністративно-територіальна одиниця у складі Великого князівства Литовського, що існувала у 1793–1795 роках. Адміністративний центр — Мереч.
За рішенням Гродненського сейму Гродненський та Мерецький повіти було перетворено на окремі воєводство. Після приєднання до Російської імперії за результатами третього поділу Речі Посполитої 1795 територія увійшла у Віленську губернію.
Фактично воєводство не було утворено

## Урядовці
- Воєвода — Антоній Соходольський (7 березня 1794 — 1795)
- Каштелян — Казимир Вольмер (12 січня(26 жовтня) 1794 — 1795)